# Ganoderma adspersum
Ganoderma adspersum är en svampart som först beskrevs av Schulzer, och fick sitt nu gällande namn av Donk 1969. Ganoderma adspersum ingår i släktet Ganoderma och familjen Ganodermataceae.   Inga underarter finns listade i Catalogue of Life.

## Källor

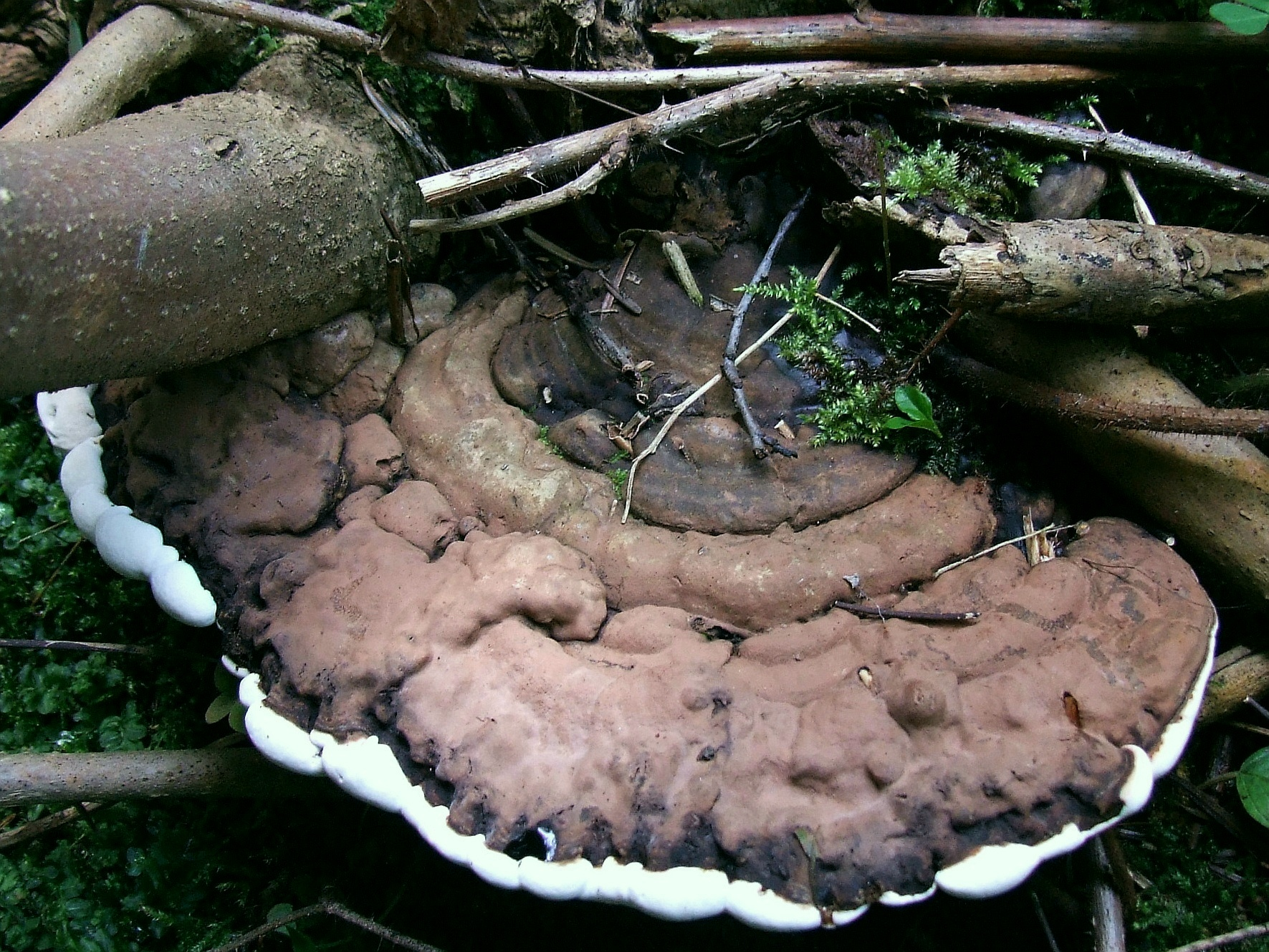
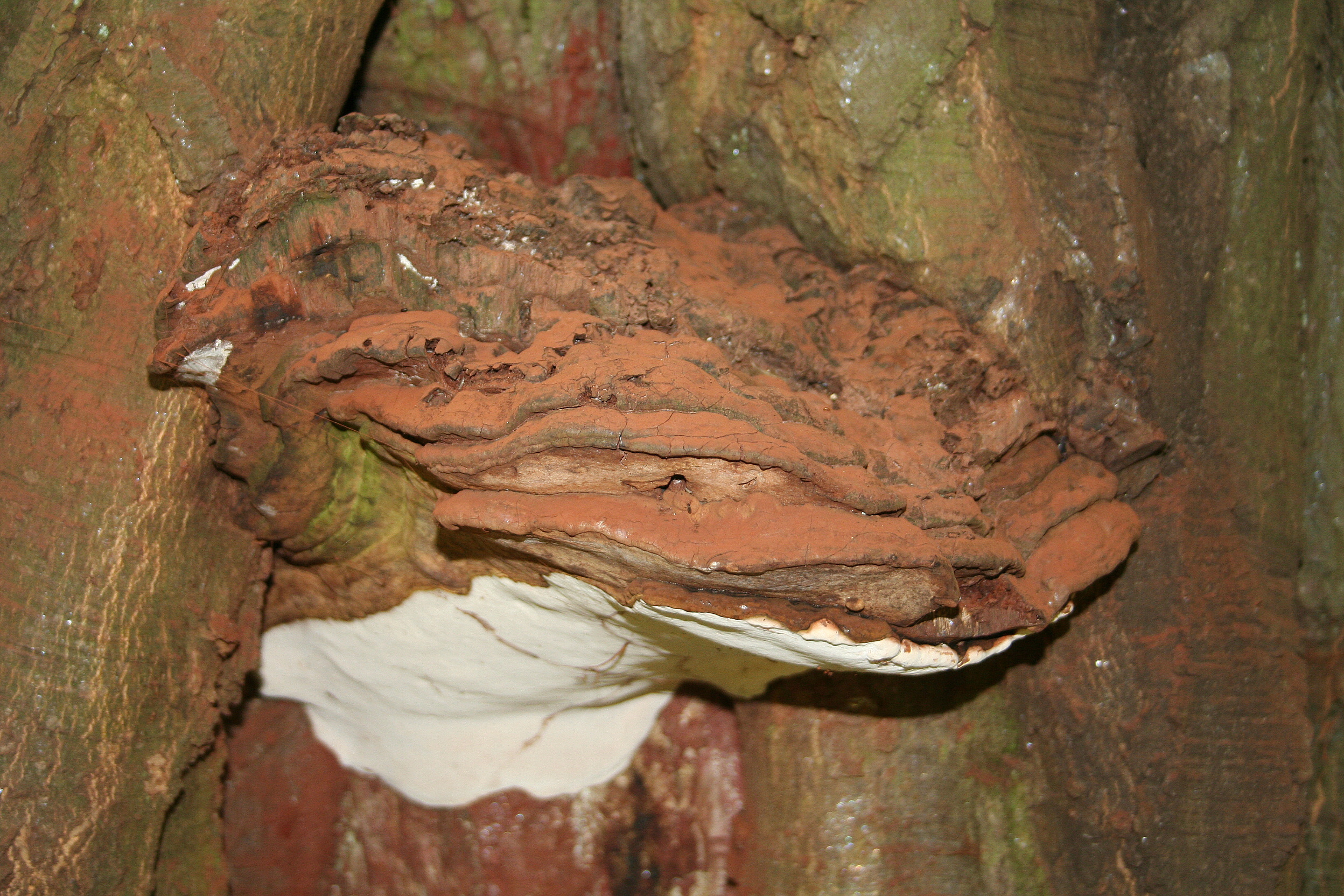
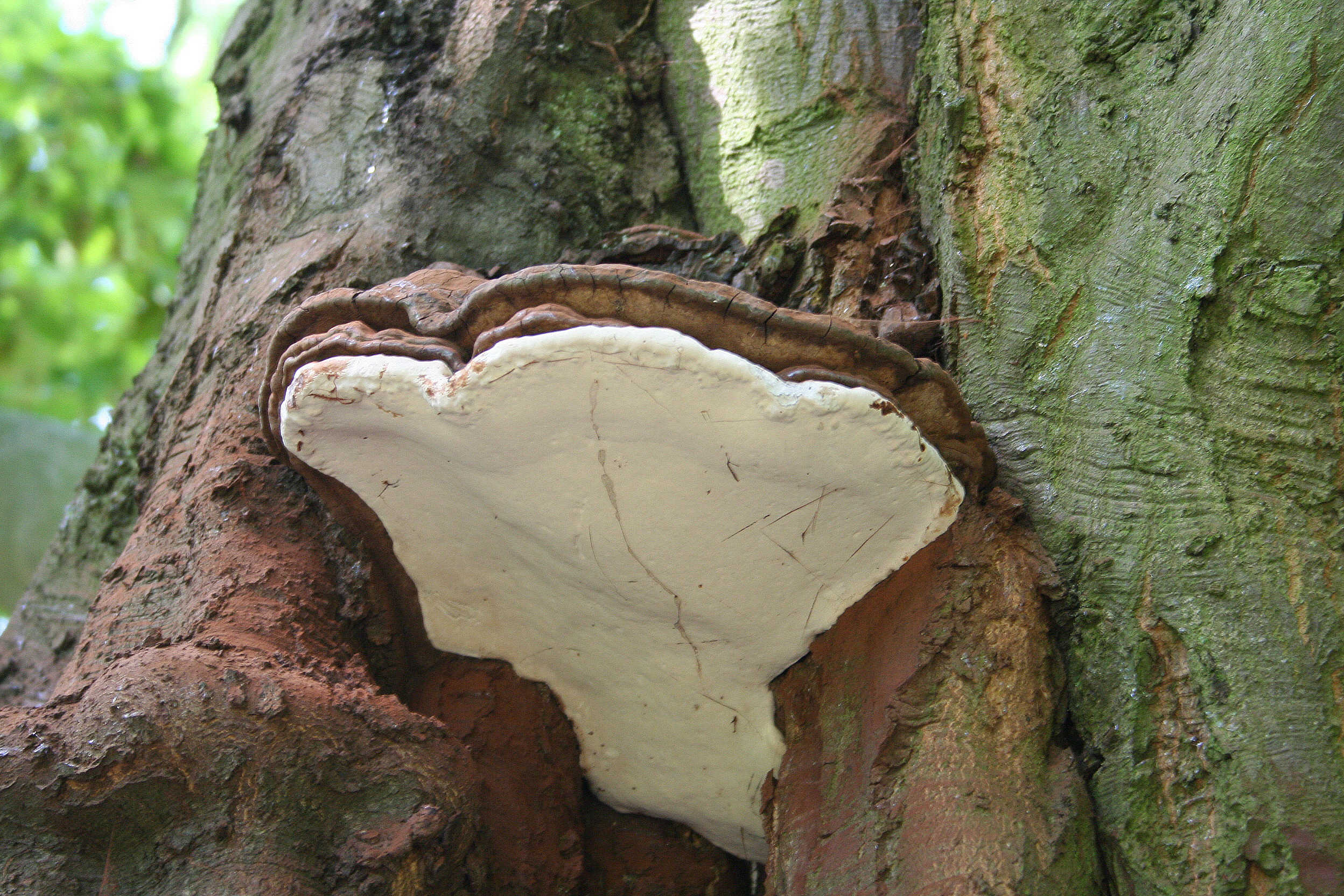
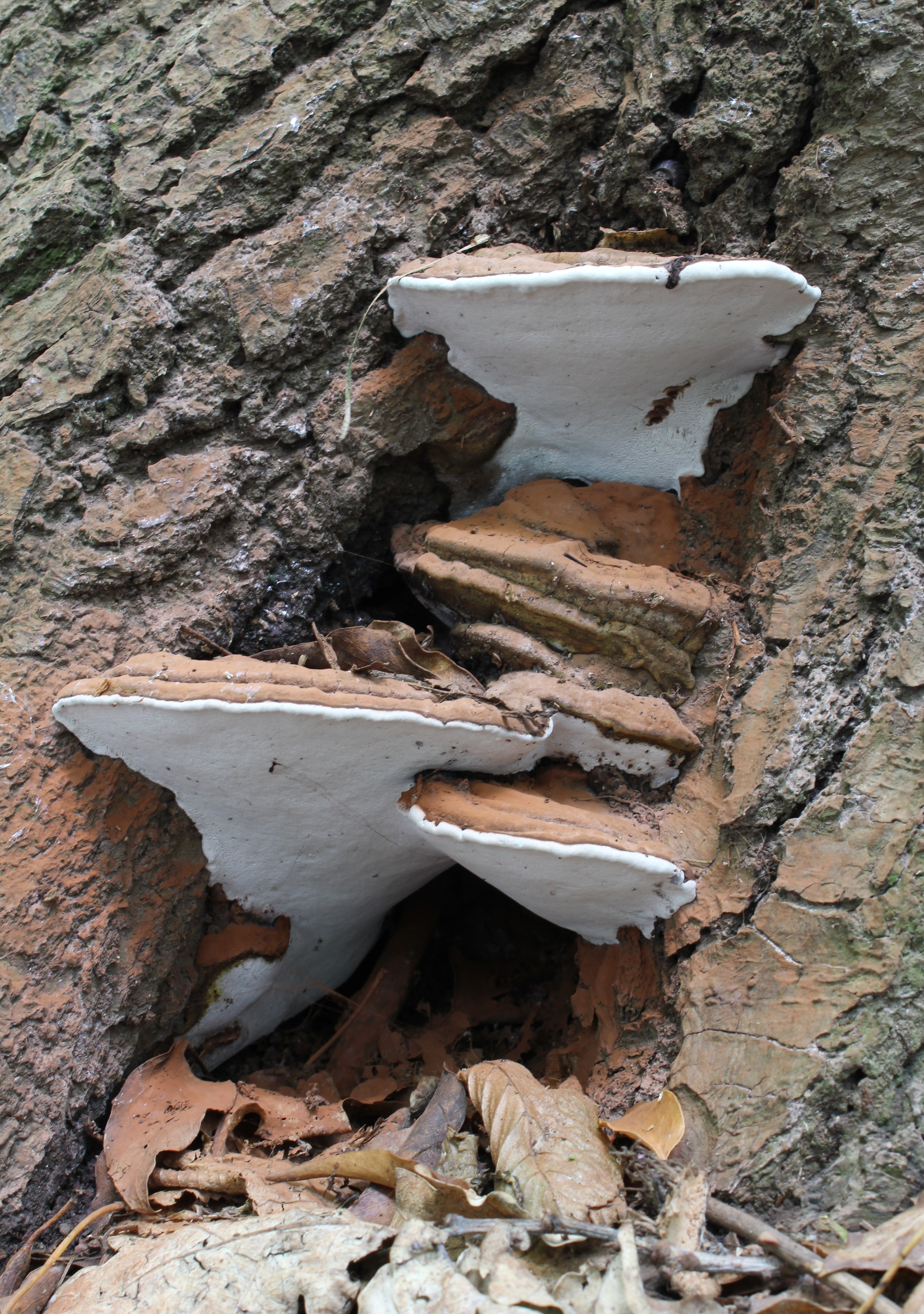
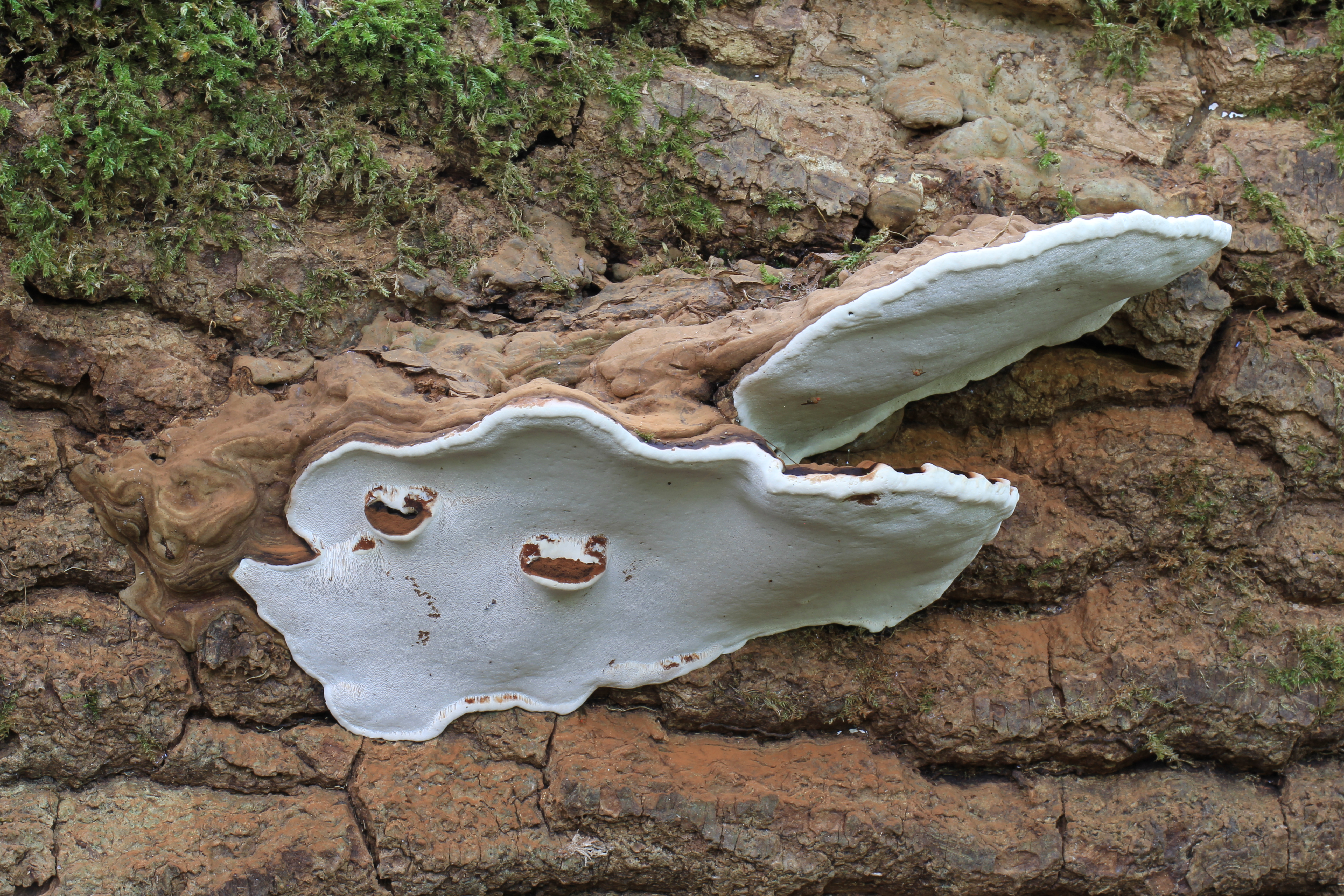